# Kasjan (Crăciun)
Kasjan, imię świeckie Costică Crăciun (ur. 18 marca 1955) – rumuński biskup prawosławny.

## Życiorys
Pochodzi z pobożnej rodziny chłopskiej Vasile i Rady Crăciunów. W 1975 ukończył z wyróżnieniem seminarium duchowne w Buzău. Następnie w latach 1976–1980 studiował teologię na Uniwersytecie w Bukareszcie. W 1980 ukończył studia i podjął pracę wykładowcy w seminarium, którego jest absolwentem. W tym samym roku złożył wieczyste śluby mnisze w monasterze Ciolanu przez biskupem Buzău Antonim. 21 grudnia 1980 został wyświęcony na hierodiakona. W latach 1981–1984 studiował na wydziale nauk humanistycznych uniwersytetu Strasburg II jako stypendysta rządu francuskiego. W 1984 obronił dysertację doktorską poświęconą ikonom i freskom w cerkwiach mołdawskich. Naukę łączył z pracą duszpasterską w etnicznie rumuńskiej parafii św. Jana Chrzciciela w Strasburgu i kaplicy rumuńskiej w Baden-Baden.
W latach 1984–1985 ponownie był wykładowcą seminarium w Buzău. 10 listopada 1985 metropolita Siedmiogrodu Antoni wyświęcił go na hieromnicha. Został następnie podniesiony do godności archimandryty, przełożonego monasteru Sâmbăta, otrzymał także stanowisko protosyngla metropolii Siedmiogrodu. Przez kolejne trzy lata pracował w Instytucie Teologicznym Uniwersytetu w Sybinie, a od 1989 do 1990 – w Instytucie Teologicznym Uniwersytetu w Bukareszcie. Krótko był również przełożonym bukareszteńskiego monasteru Antyma.
12 lutego 1990 otrzymał nominację na biskupa gałackiego, sześć dni później w soborze św. Mikołaja w Gałaczu odbyła się jego chirotonia biskupia. Cztery lata później został ordynariuszem eparchii Dolnego Dunaju, zaś w 2009, w związku z podniesieniem rangi eparchii, otrzymał godność arcybiskupią.